# Sojus 21
Sojus 21 ist die Missionsbezeichnung für den am 6. Juli 1976 gestarteten Flug eines sowjetischen Sojus-Raumschiffs zur sowjetischen Raumstation Saljut 5 (Almas 3). Es war der erste Besuch eines Sojus-Raumschiffs bei dieser Raumstation und der 38. Flug im sowjetischen Sojusprogramm.

## Besatzung

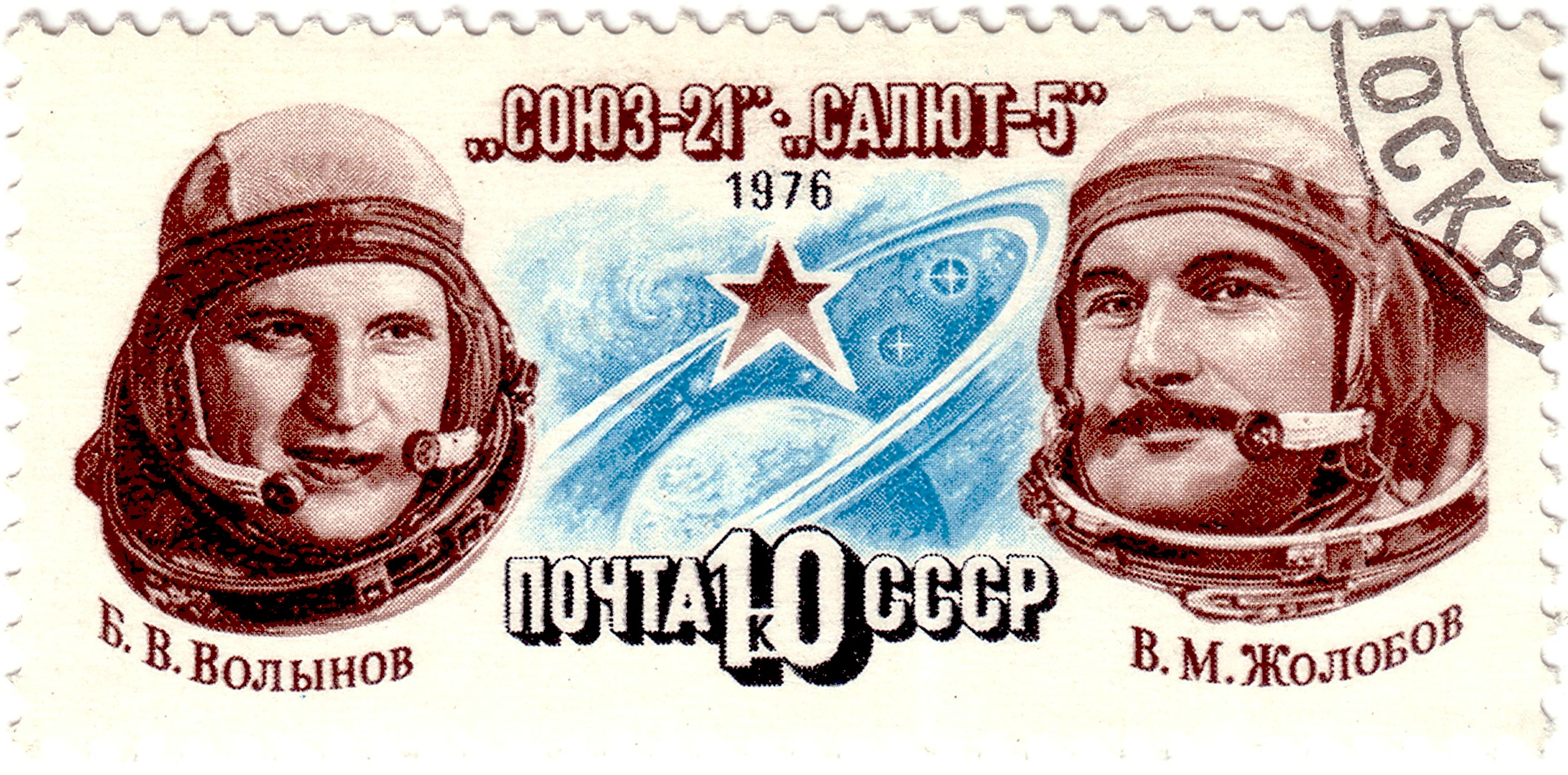
Die Hauptbesatzung auf einer sowjetischen Briefmarke (1976)

### Hauptmannschaft
- Boris Walentinowitsch Wolynow (2. Raumflug), Kommandant
- Witali Michailowitsch Scholobow (1. Raumflug), Bordingenieur

Wolynow und Scholobow bildeten bereits die Ersatzmannschaft für Sojus 15. Aufgrund der aufgetretenen Probleme wurde der Flug von Sojus 16 jedoch abgesagt und später mit einem anderen Profil durchgeführt. Wolynow und Scholobow mussten knapp zwei Jahre warten, bis sie zum Einsatz kamen.

### Ersatzmannschaft
- Wjatscheslaw Dmitrijewitsch Sudow (1. Raumflug), Kommandant
- Waleri Iljitsch Roschdestwenski (1. Raumflug), Bordingenieur

Die Unterstützungsmannschaft bestand aus Anatoli Beresowoi, Juri Glaskow, Wiktor Gorbatko und Michail Lisun.

## Missionsüberblick
Es handelte sich um Tests einer bemannten militärischen Raumstation. Dazu zählten Erdbeobachtungen mit Handspektrografen, Erdaufnahmen mit verschiedenen Schwarz-Weiß- und Farbfilmen, Infrarot-Teleskop, Nachrichtenverbindung außerhalb der Reichweite bodengebundener Stationen über einen Molnija-Satelliten und Experimente zur selbständigen Navigation der Station (astrometrisch). Der Besuch auf der Raumstation fand zeitgleich mit dem „Sibir“-Manöver der Roten Armee in Sibirien statt. Die Kosmonauten beobachteten die Übung als Teil der Überprüfung der Station auf ihre militärische Eignung. Allerdings wurden auch weiter Grundlagenuntersuchungen zu medizinisch-biologischen Fragen langer Raumflüge untersucht (Untersuchungen an Guppys, Experiment „Levkoje“ zur Messung des Herzvolumens, Keimversuche mit Pflanzen). Daneben gab es Experimente zu Kristallentwicklung (Kalialaun) und zur Sonnenbeobachtung.  Da die Fluglänge vorangegangener Expeditionen nicht erreicht wurde, wird über Abbruchgründe spekuliert – möglicherweise spielten giftige Gase oder psychische Probleme (Raumkrankheit oder Heimweh bei Witali Scholobow) eine Rolle.